# Онаийекан, Джон Олорунфеми
Джон Олорунфеми Онаийекан (англ. John Olorunfemi Onaiyekan; род. 29 января 1944, Кабба, Коги, Колониальная Нигерия) — нигерийский кардинал. Титулярный епископ Тунусуды и вспомогательный епископ Илорина с 10 сентября 1982 по 20 октября 1984. Епископ Илорина с 20 октября 1984 по 7 июля 1990. Апостольский администратор епархии Илорина с 7 июля 1990 по 6 марта 1992. Коадъютор епархии Абуджи с 7 июля 1990 по 28 сентября 1992. Епископ Абуджи с 28 сентября 1992 по 26 марта 1994. Архиепископ Абуджи с 26 марта 1994 по 9 ноября 2019. Председатель Конференции католических епископов Нигерии в 2000—2006. Апостольский администратор ad nutum Sanctae Sedis епархии Ахиары с 3 июля 2013 по 19 февраля 2018. Кардинал-священник с титулом церкви Сан-Сатурнино с 24 ноября 2012.
В июле 2013 года назначен апостольским администратором епархии Ахиары из-за конфликтной этнической ситуации, возникшей между ординарием епархии Питером Окпалеке и духовенством этой епархии.  